# Cessna Citation II
El Cessna Citation II (Model 550) és un avió de negocis lleuger anunciat per Cessna el 1976, com una versió allargada i millora de l'anterior Citation I.

## Desenvolupament

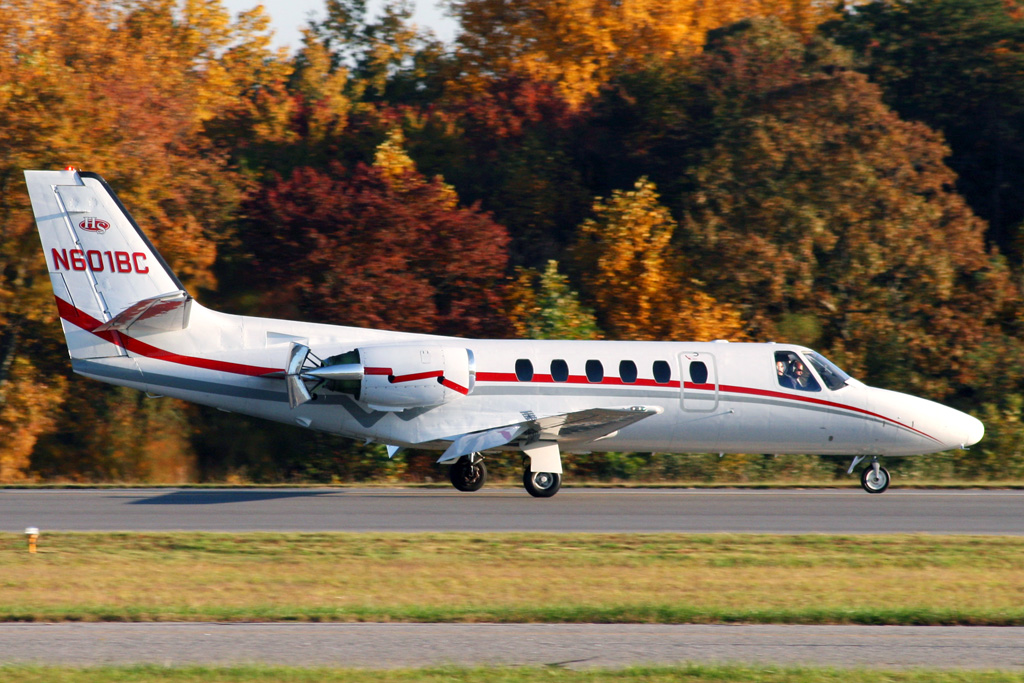
Un Citation II poc després de l'aterratge

El Citation II afegeix una secció d'1,14 m a l fuselatge del Citation I. Això permet incrementar les capacitats de passatgers, fins a 10, i equipatge.
També es va augmentar la longitud de les ales i la capacitat de combustible. A més de motors més potents que permeten una major velocitat de creuer i un abast més llarg.

## Especificacions (Cessna S550 Citation SII)

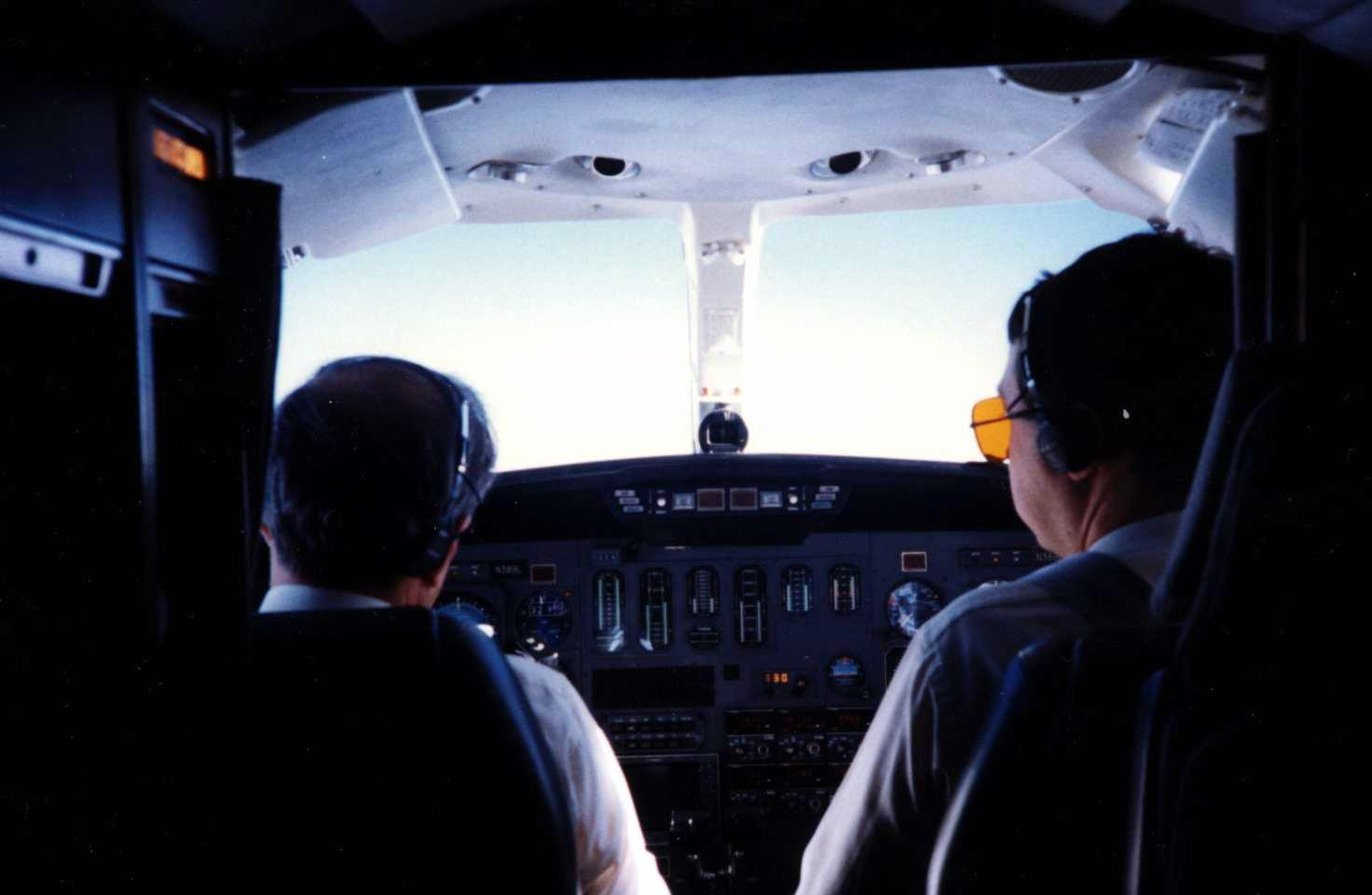
Cessna S550 Citation II en vol

Dades de Jane's All the World's Aircraft 1993–94
Característiques generals
- Tripulació: 2 pilots
- Capacitat: 8 passatgers
- Longitud: 14,39 m
- Envergadura: 15,90 m
- Alçada: 4,57 m
- Superfície de l'ala 31,83 m²
- Pes buit: 3.655 kg
- Pes màxim d'enlairament: 6.849 kg
- Motor: 2× turbofan Pratt & Whitney Canada JT15D-4B , 11,12 kN cada un

 Rendiment 
- Velocitat màxima: Mach 0,70 (746 km/h) (a 35.000 peus (10.670 m))
- Velocitat de creuer: 357 nusos (662 km/h)
- Velocitat d'entrada en pèrdua: 82 nusos (152 km/h)
- Abast: 1.998 milles nàutiques (3.701 km)
- Sostre de servei: 43.000 peus (13.106 m)
- Ràtio d'ascens: 15,4 m/s